# Gynaecoserica luteata
Gynaecoserica luteata är en skalbaggsart som beskrevs av Ahrens och Fabrizi 2009. Gynaecoserica luteata ingår i släktet Gynaecoserica och familjen Melolonthidae. Inga underarter finns listade i Catalogue of Life.